# Diderot (cratère)
Diderot est un cratère lunaire situé sur la face cachée de la Lune.
Le cratère Diderot est situé à l'intérieur de l'immense cratère Fermi allant du centre vers le bord sud-ouest de Fermi, près du cratère Babakin. Le cratère Diderot est en forme de soucoupe, avec de petits cratères situés juste au nord-nord-ouest. La paroi intérieure est plus étroite le long de la partie orientale. Il possède une paire de crêtes le long de la face sud.
En 1979, l'Union astronomique internationale lui a donné le nom de Diderot en l'honneur de l'encyclopédiste français Denis Diderot.